# Nicolás III
Nicolás III (Roma, ca. 1215-22 de agosto de 1280) fue el papa 188.º de la Iglesia católica desde 1277 a 1280.

## Vida
De nombre Giovanni Gaetano Orsini, fue el segundo papa de la familia Orsini. Nombrado cardenal diácono de San Nicolás por el papa Inocencio IV, pasó a ejercer como protector de los franciscanos en el pontificado de Alejandro IV e inquisidor general con Urbano IV. Bajo el pontificado de Juan XXI fue nombrado cardenal arcipreste de San Pedro.

## Pontificado

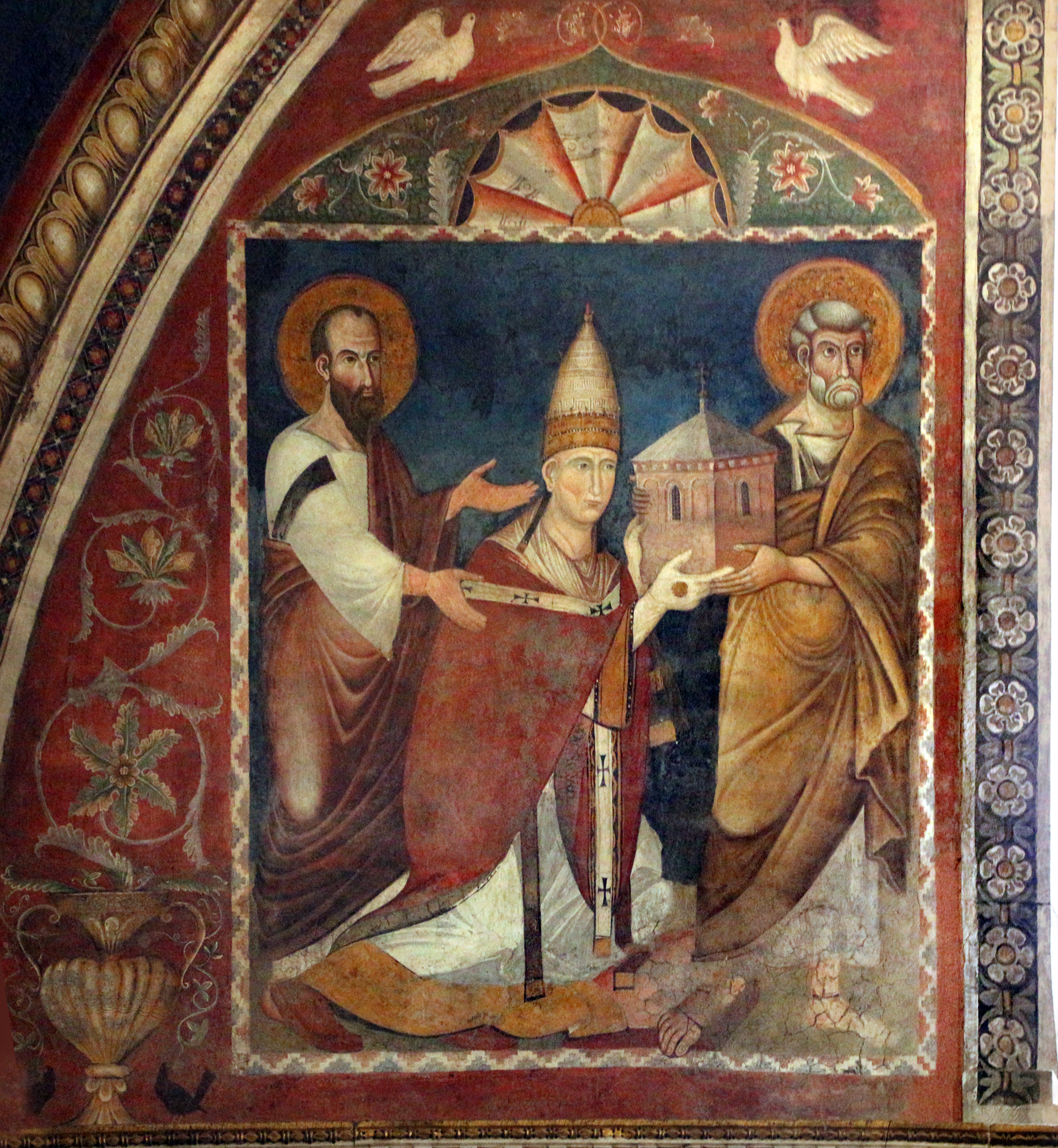
retrato donde se muestra al papa.

Elegido Papa gracias a la influencia de su poderosa familia, su breve pontificado se caracterizó por sus intentos de reforzar la posición de la Iglesia frente a los príncipes europeos. Así, en 1278, concluyó un concordato con el emperador Rodolfo I de Habsburgo por el que los territorios de la Romaña y del exarcado de Rávena se reconocieron como pontificios. Ese mismo año promulgó un constitución por la que se estableció que los senadores y funcionarios municipales debían ser elegidos exclusivamente entre ciudadanos romanos.
Para solucionar las disputas existentes en el seno de los franciscanos sobre el alcance de la regla de pobreza, publicó en 1279 la bula Exiit qui seminat estableciendo la observancia por los miembros de la Orden de una estricta pobreza.
Falleció el 22 de agosto de 1280 víctima de una apoplejía.

## En la literatura
Las profecías de san Malaquías se refieren a este papa como Rosa composita (La rosa compuesta), cita que hace referencia a que en su escudo de armas aparece una rosa y al hecho de que fue apodado "el compuesto".
Dante, en la Divina comedia, colocó a Nicolás III en la tercera bolsa del octavo círculo del Infierno, donde se castiga la simonía, y aprovecha la ocasión para augurar al papa Bonifacio VIII un destino similar en el Infierno, así como a Clemente V.